# Osthol
Osthol es una cumarina O-metilada. Es un bloqueador de los canales de calcio que se encuentra en las plantas Cnidium monnieri, Angelica archangelica y Angelica pubescens.